# 河井昭司
河井 昭司（昭時）（かわい しょうじ、1949年（昭和24年）11月11日 - 2018年（平成30年）7月26日）は、広島県広島市出身のプロ野球選手。ポジションは外野手。

## 来歴・人物
広陵高校では1967年、3年生の時に中堅手、四番打者として夏の甲子園へ出場。宇根洋介（近大－電電中国）の好投もあり決勝に進出。しかし習志野高の石井好博、醍醐恒男のバッテリーに抑えられ敗退、準優勝にとどまった。8月末からは宇根らとともに全日本高校選抜の一員としてハワイ・アメリカ西海岸遠征に参加した。
1967年ドラフト会議で広島カープから3位指名を受け入団。1971年にはウエスタン・リーグで当時のリーグ・タイ記録である8打席連続安打を放ち、将来を期待されたが、一軍には定着できなかった。
1972年オフに第3回選抜会議（トレード会議）の対象となり、ヤクルトアトムズへ移籍。しかしここでも活躍の場はなく、1974年に引退した。
引退後は、広島市西区福島町で焼肉かわいを経営していた。カープ選手はじめ、古巣のヤクルト関係者や交流戦で広島に来るパリーグの選手も数多く来店していた。同店は2018年の河井と翌年の夫人の死去によって閉店したが、そのことを惜しんだ地元のNPO法人「KKC」によって、2019年4月に再開店している。
また、怪我で療養していた広島の天谷宗一郎も、自身のブログに「野球が出来ないつらい時期、よく電話で激励された…」と書き、メジャーに行った高橋建の相談役でもあった。

## 詳細情報

### 年度別打撃成績
| 年 度     | 球 団     | 試 合 | 打 席 | 打 数 | 得 点 | 安 打 | 二 塁 打 | 三 塁 打 | 本 塁 打 | 塁 打 | 打 点 | 盗 塁 | 盗 塁 死 | 犠 打 | 犠 飛 | 四 球 | 敬 遠 | 死 球 | 三 振 | 併 殺 打 | 打 率 | 出 塁 率 | 長 打 率 | O P S |
| --------- | --------- | ----- | ----- | ----- | ----- | ----- | -------- | -------- | -------- | ----- | ----- | ----- | -------- | ----- | ----- | ----- | ----- | ----- | ----- | -------- | ----- | -------- | -------- | ----- |
| 1970      | 広島      | 3     | 3     | 3     | 0     | 0     | 0        | 0        | 0        | 0     | 0     | 0     | 0        | 0     | 0     | 0     | 0     | 0     | 0     | 0        | .000  | .000     | .000     | .000  |
| 1971      | 広島      | 2     | 2     | 2     | 0     | 0     | 0        | 0        | 0        | 0     | 0     | 0     | 0        | 0     | 0     | 0     | 0     | 0     | 2     | 0        | .000  | .000     | .000     | .000  |
| 1973      | ヤクルト  | 1     | 1     | 1     | 0     | 0     | 0        | 0        | 0        | 0     | 0     | 0     | 0        | 0     | 0     | 0     | 0     | 0     | 0     | 0        | .000  | .000     | .000     | .000  |
| 通算：3年 | 通算：3年 | 6     | 6     | 6     | 0     | 0     | 0        | 0        | 0        | 0     | 0     | 0     | 0        | 0     | 0     | 0     | 0     | 0     | 2     | 0        | .000  | .000     | .000     | .000  |

### 背番号
- 53 （1968年 - 1972年）
- 41 （1973年 - 1974年）